# بطولة الأمم الست 2008
بطولة الأمم الستة 2008 (بالإيطالية: Sei Nazioni 2008)‏ هو الموسم 114 من  بطولة الأمم الستة. كان عدد الأندية المشاركة فيه  6، وفاز فيه منتخب ويلز الوطني لاتحاد الرغبي.